# Бий у відповідь
Бий у відповідь (Slash/Back) — канадський науково-фантастичний фільм 2022 року, знятий Найлою Іннуксук у дебютному повнометражному фільмі за спільним сценарієм з Раяною Каваною. Прем'єра відбулася на фестивалі «South by Southwest»-2022.

## Про фільм
Півострів Камберленд, приморське поселення інуїтів. Група нудьгуючих дівчат-підлітків вирушає на човні у віддалений мисливський будиночок, де на них нападає білий ведмідь.
Вбивши дивну тварину з батькової рушниці, подруги повертаються додому, але цікава Укі все ж вирішує розібратися в тому, що відбувається.
Неподалік від містечка вона виявляє інопланетний корабель і прибульців, які приймають вигляд тварин.

## Знімались
| Актор               | Роль    |
| ------------------- | ------- |
| Тасіана Ширлі       | Майка   |
| Алесіс Вінсент-Вулф | Джесс   |
| Налайос Елсворт     | Укі     |
| Челсі Прускі        | Леена   |
| Шон Бенсон          | Лефевр  |
| Крістіан Бруун      | Тоні    |
| Еатар Унгалаак      | рибалка |